# 술탄쿠다라트주
술탄쿠다라트주(영어: Province of Sultan Kudarat)는 필리핀 민다나오섬에 있는 지방인 소크사르젠 지방에 속한 주로 주도는 이술란이며 인구는 812,095명(2015년 기준), 면적은 5,251.3 km2이다. 주 이름은 17세기 민다나오섬 전체를 지배한 마긴다나오 술탄국의 술탄인 무함마드 쿠다라트에서 유래된 이름이다. 북쪽으로는 마긴다나오주와 코타바토주, 남쪽으로는 남코타바토주와 사랑가니주, 동쪽으로는 남다바오주, 서쪽으로는 술라웨시해(셀레베스해)와 접한다.
술탄쿠다라트주는 원래 무슬림(이슬람교 신자) 인구가 많았지만 현재는 기독교 이민자 인구가 무슬림 인구보다 많다. 언어는 일롱고어가 주를 이루고 있지만 일로카노어와 세부아노어도 사용되며 무슬림들은 현지 언어인 마긴다나오어를 구사한다. 농업과 어업이 발달했는데 농업은 기후와 환경을 살린 점이 특징이며 술라웨시해에서 잡힌 참치는 품질이 뛰어나 일본과 유럽으로 수출된다.

## 인구
| 연도                                    | 인구    | ±% p.a. |
| --------------------------------------- | ------- | ------- |
| 1918                                    | 37,439  | —       |
| 1939                                    | 53,965  | +1.76%  |
| 1948                                    | 4,784   | −23.60% |
| 1960                                    | 77,783  | +26.16% |
| 1970                                    | 191,315 | +9.41%  |
| 1975                                    | 238,812 | +4.55%  |
| 1980                                    | 303,784 | +4.93%  |
| 1990                                    | 435,905 | +3.68%  |
| 1995                                    | 522,187 | +3.44%  |
| 2000                                    | 586,505 | +2.52%  |
| 2007                                    | 677,062 | +2.00%  |
| 2010                                    | 747,087 | +3.65%  |
| 2015                                    | 812,095 | +1.60%  |
| 2020                                    | 854,052 | +1.00%  |
| Source: Philippine Statistics Authority |         |         |